# Drauffelt
Drauffelt (luxembourgeois : Draufelt) est une section de la commune luxembourgeoise de Clervaux située dans le canton de Clervaux.
Drauffelt est desservie par une gare ferroviaire.

## Histoire
Drauffelt était une section de la commune de Munshausen jusqu'à la fusion officielle de cette dernière avec Clervaux le 1er janvier 2012. Avant l'été 1823, elle faisait partie de la commune de Weicherdange dont les autres sections furent alors intégrées à la commune de Clervaux.